# Freie Waldorfschule Augsburg
Die Freie Waldorfschule Augsburg wurde 1981 gegründet und befindet sich im Augsburger Stadtteil Hammerschmiede. Die Ausbildung der Schüler erfolgt nach der von Rudolf Steiner (1861–1925) begründeten Waldorfpädagogik. Wie alle deutschen Waldorfschulen ist sie Mitglied im Bund der Freien Waldorfschulen.

## Schulform
Die Privatschule ist staatlich genehmigt und folgt den pädagogischen Konzepten Rudolf Steiners, die sich unter anderem darin widerspiegeln, dass sich der Ausbildungsbereich von der Grundschule bis zum Abitur erstreckt und besonderer Wert auf ein breites künstlerisches und praktisches Fächerangebot gelegt wird. Jeder Schüler durchläuft die gesamte Schullaufbahn in der Gemeinschaft seiner Klasse – eine Nichtversetzung wie bei anderen Schulformen kommt hier nicht vor.

## Geschichte
Der heute in der Hammerschmiede ansässigen Waldorfschule geht eine lange Gründungsgeschichte voraus. Bereits im Frühjahr 1956 formierte sich eine Gruppe von zwanzig Eltern, die eine Schule schaffen wollten, in der Kinder nach der Pädagogik Rudolf Steiners unterrichtet werden sollten. Sie gründeten hierzu am 1. Juli 1956 den Waldorf-Kreis Augsburg. Da allerdings keine Lehrer für das Schulprojekt gefunden werden konnten, wurde das Vorhaben drei Jahre später abgebrochen.
Ein Jahrzehnt später, am 5. März 1969 gründeten 24 Eltern den Waldorf-Kreis Augsburg erneut. Hieraus entstand das heutige Waldorfhaus für Kinder in Lechhausen, in der Euler-Chelpin-Straße.
Am 23. März 1979 wurde der Waldorf-Kreis Augsburg in den Waldorf-Schulverein Augsburg umbenannt. Nach langer Suche nach einem Baugrundstück für eine Schule begann am 7. März 1981 der Bau einer Waldorfschule im Augsburger Stadtteil Hammerschmiede.
Nach der Grundsteinlegung am 4. April 1981 und der Hebauffeier am 3. Juni 1981 konnte der Schulbetrieb fristgerecht am 15. September 1981 mit fünf Schulklassen und 165 Schülern beginnen.

## Gebäude

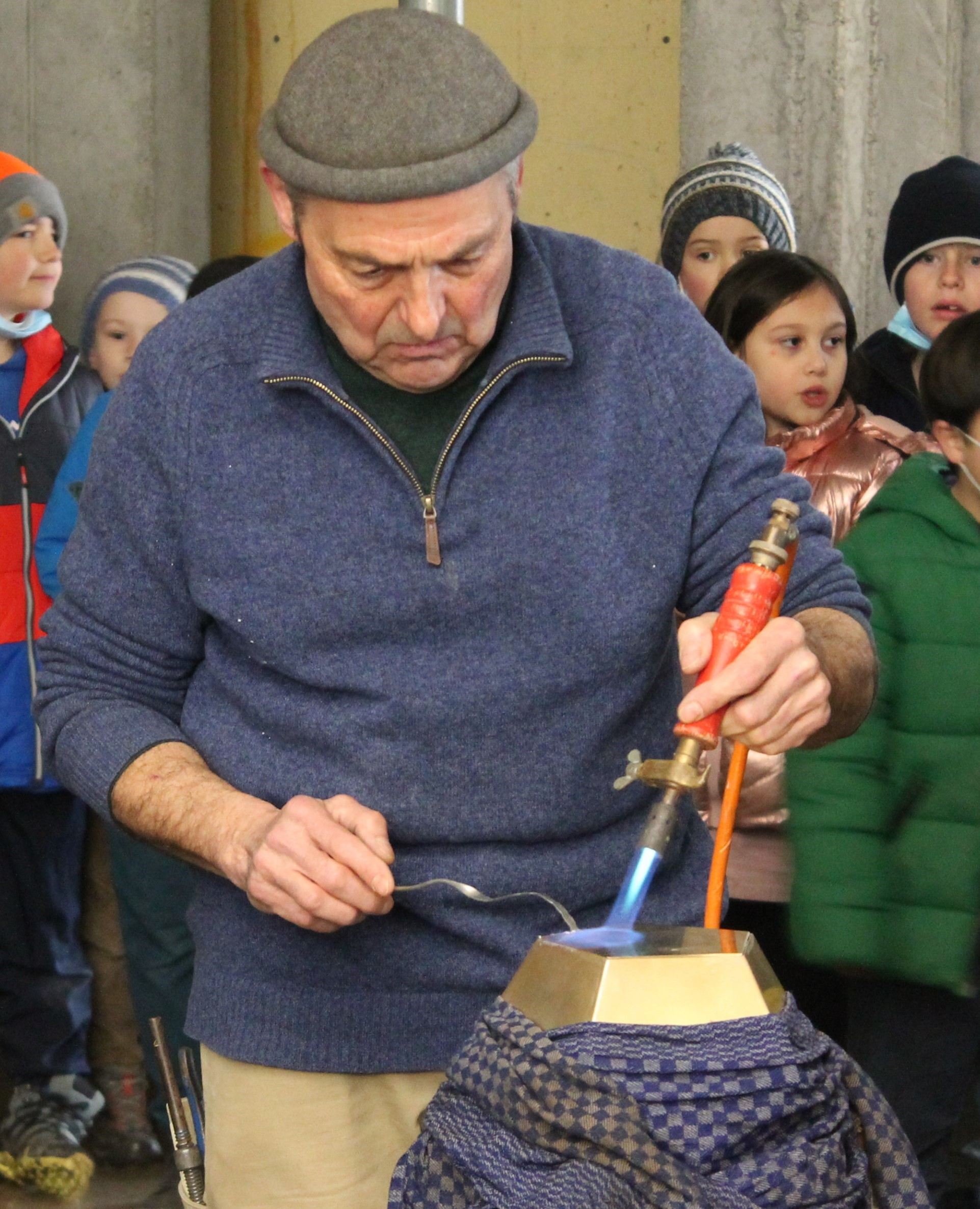
Der Grundstein für den Neubau wird verschlossen.

Auf dem Gelände der Freien Waldorfschule Augsburg befinden sich mehrere Schul- und Kindergartengebäude. Das Kleine Haus, gebaut im Jahre 1981, war das erste Gebäude der Schule. Im Jahr 1984 wurde das Kindergartengebäude für das Waldorfhaus in der Hammerschmiede gebaut. Anschließend folgte der dreistöckige Hauptbau – das Große Haus – der 1986 fertiggestellt wurde. Die Turnhalle und die Sportanlagen folgten im Jahre 1990. Im Jahr 2007 wurde das Rote Haus, in dem sich das Lehrerzimmer, die Schulküche und die Schulbibliothek befinden, gebaut. Im Jahr 2021 begannen die Sanierungsarbeiten am Großen Haus, die unter anderem den Abriss und Neubau des Unterstufenbereichs vorsahen. Am 24. Februar 2022 wurde der Grundstein des Neubaus feierlich verschlossen und dem Fundament beigesetzt. Am 22. Februar 2025 wurde das sanierte Große Haus feierlich eingeweiht.

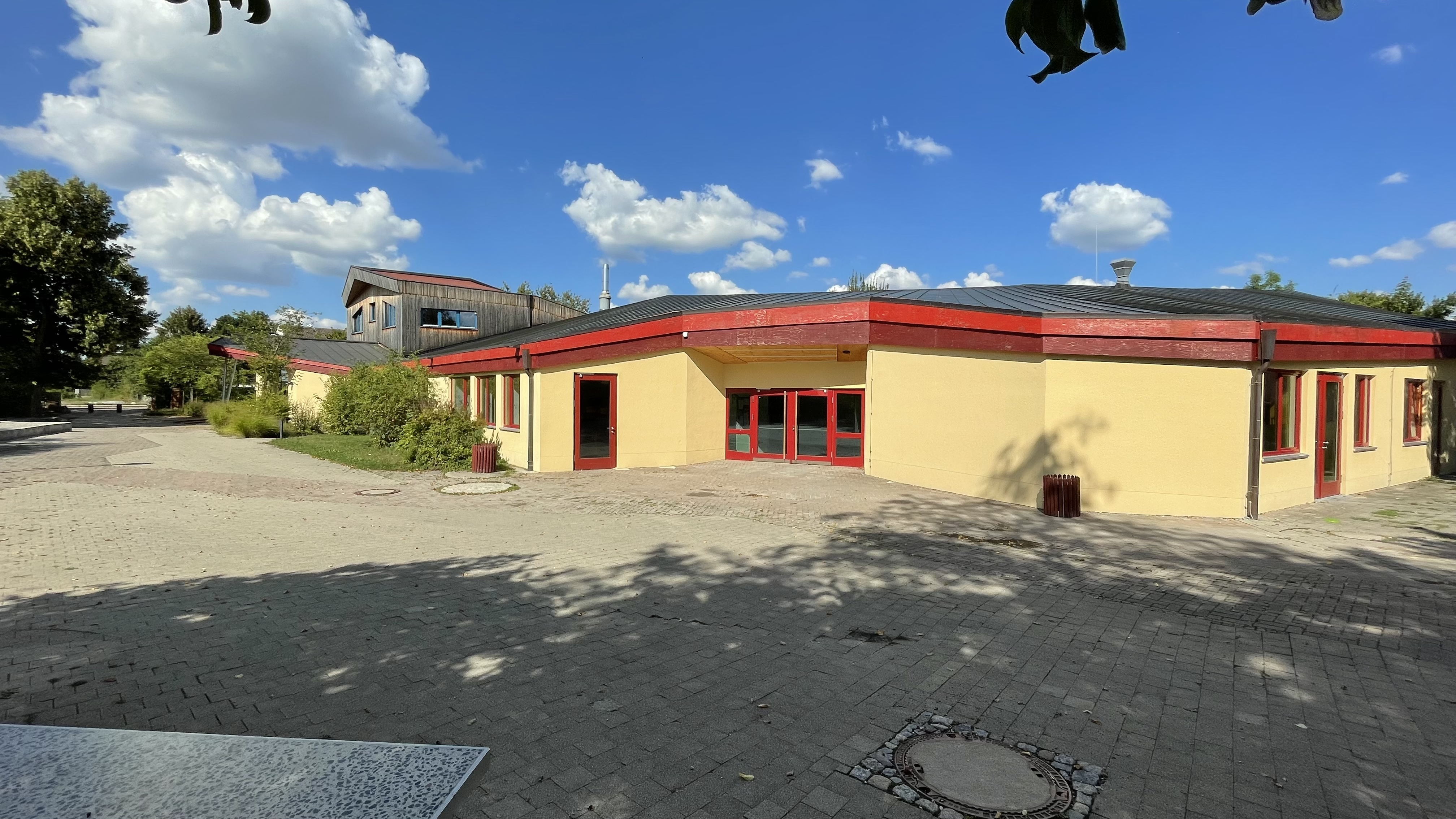
Kleines Haus
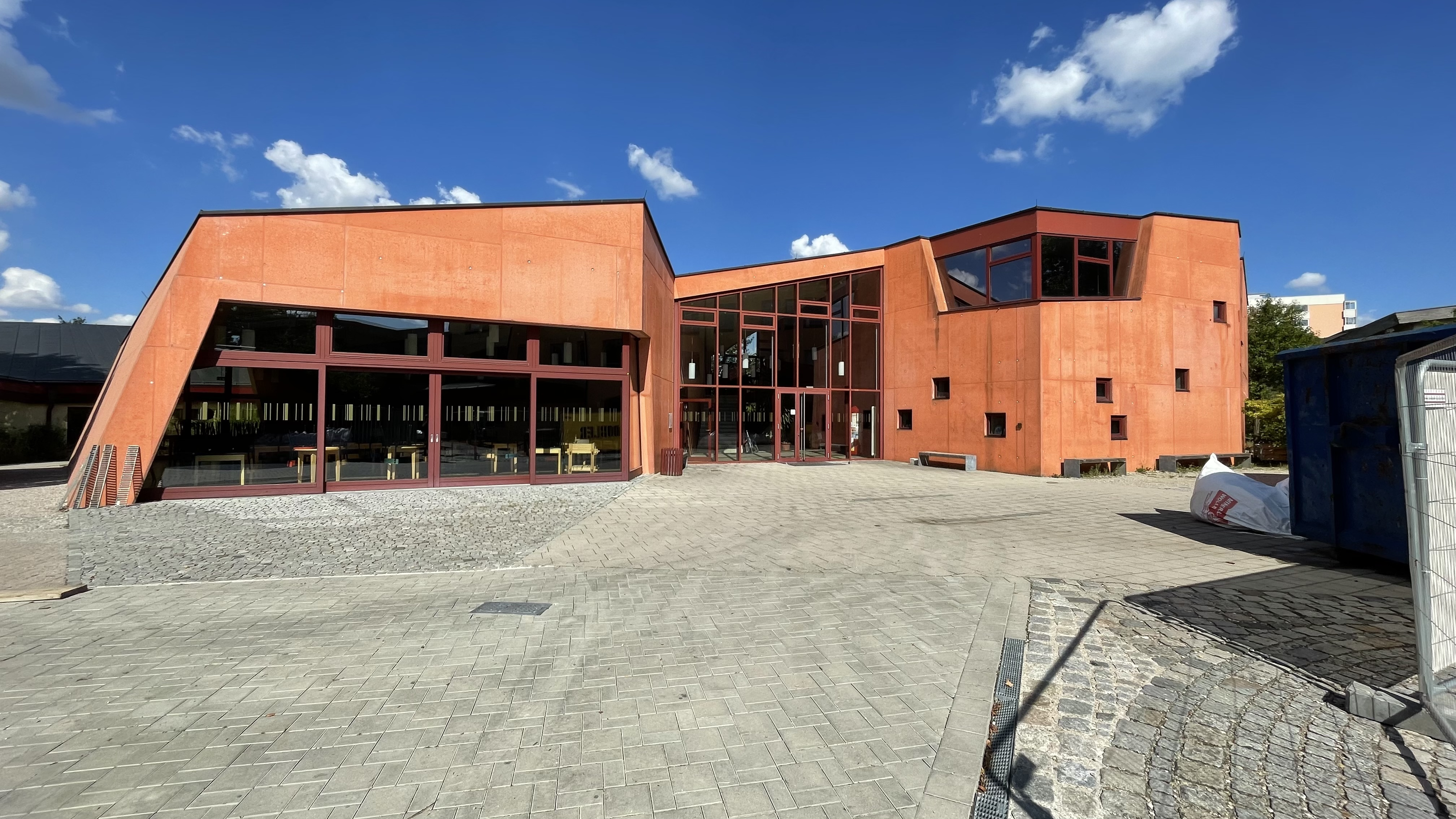
Rotes Haus
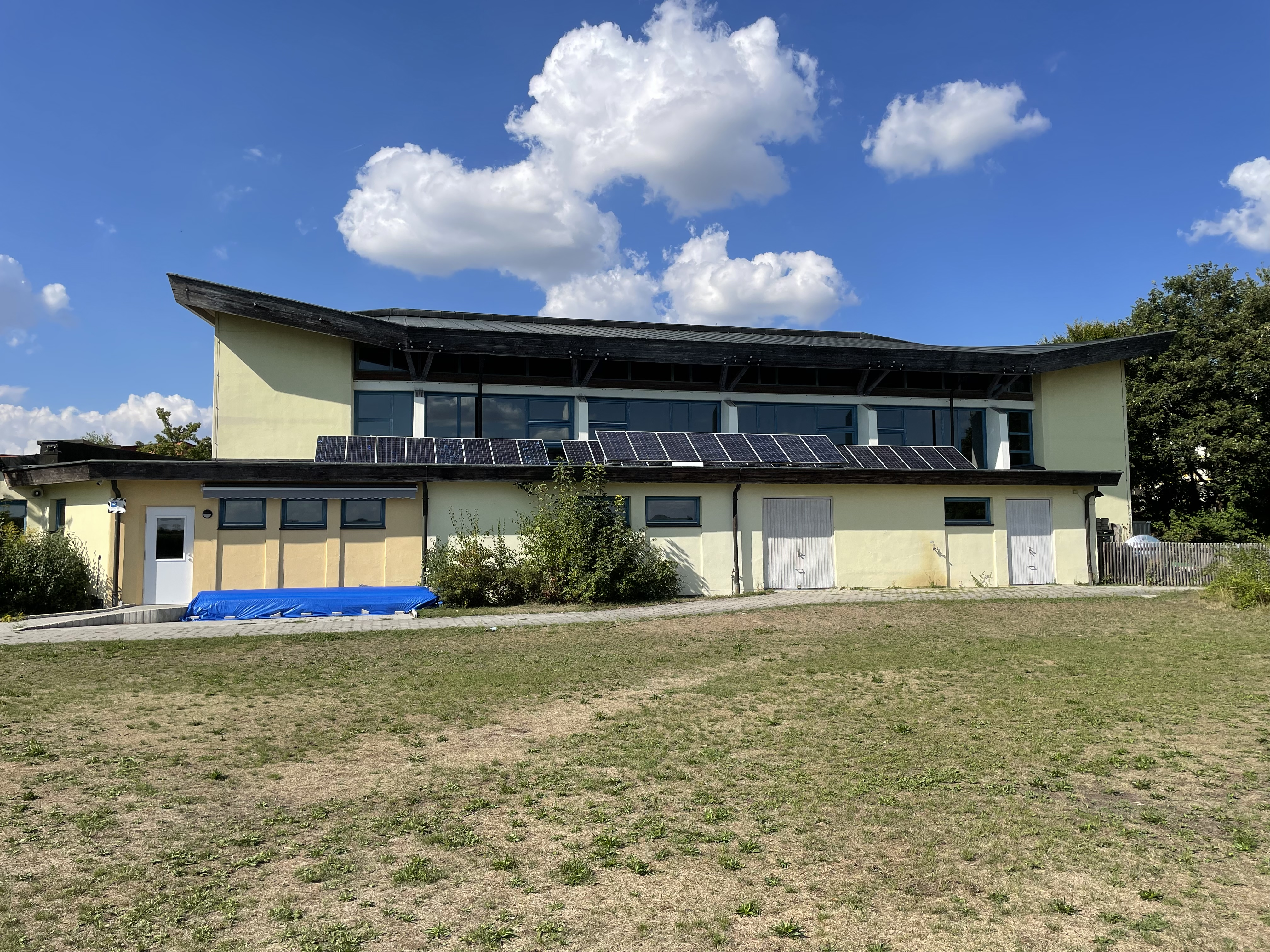
Turnhalle
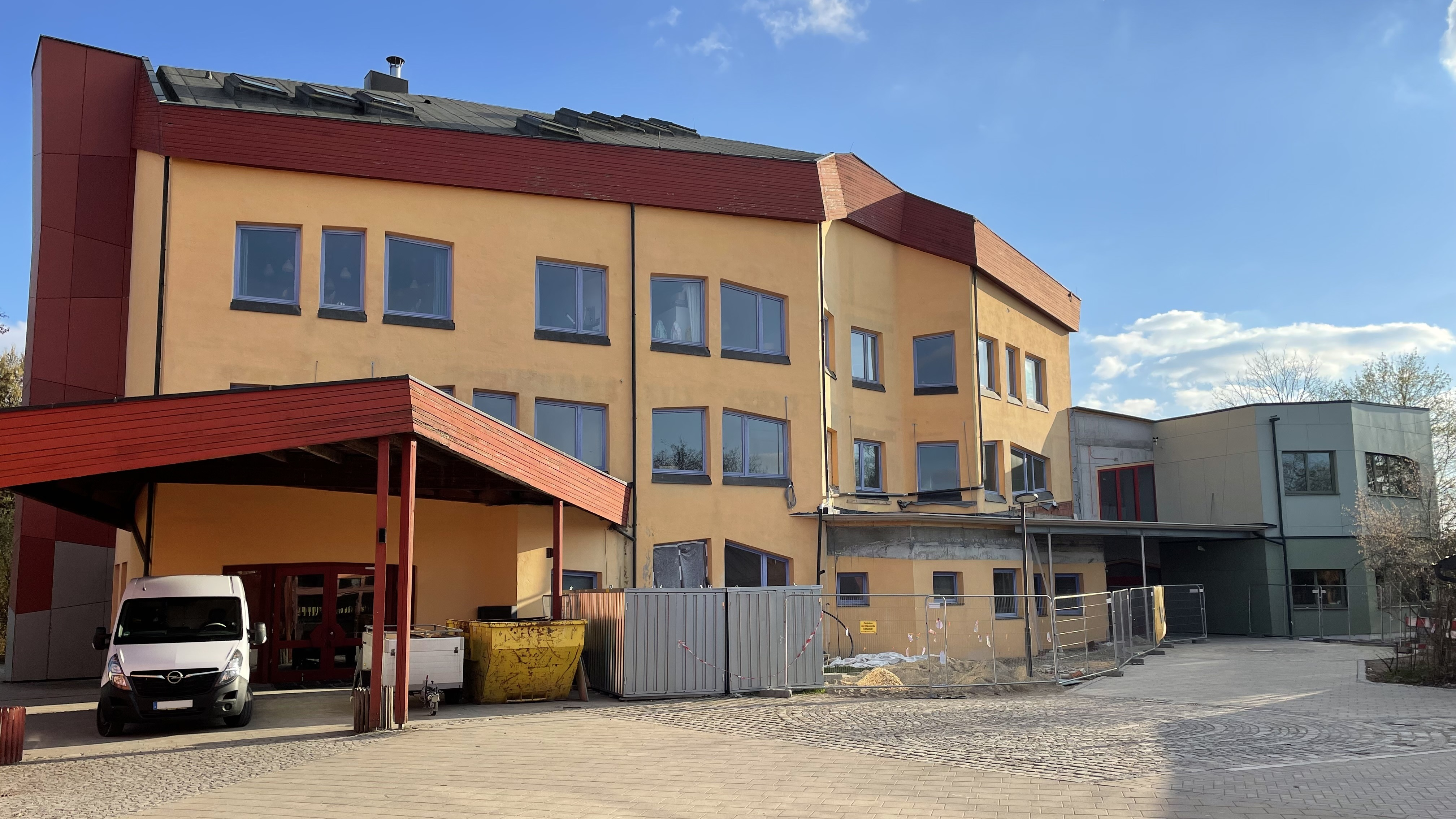
Großes Haus
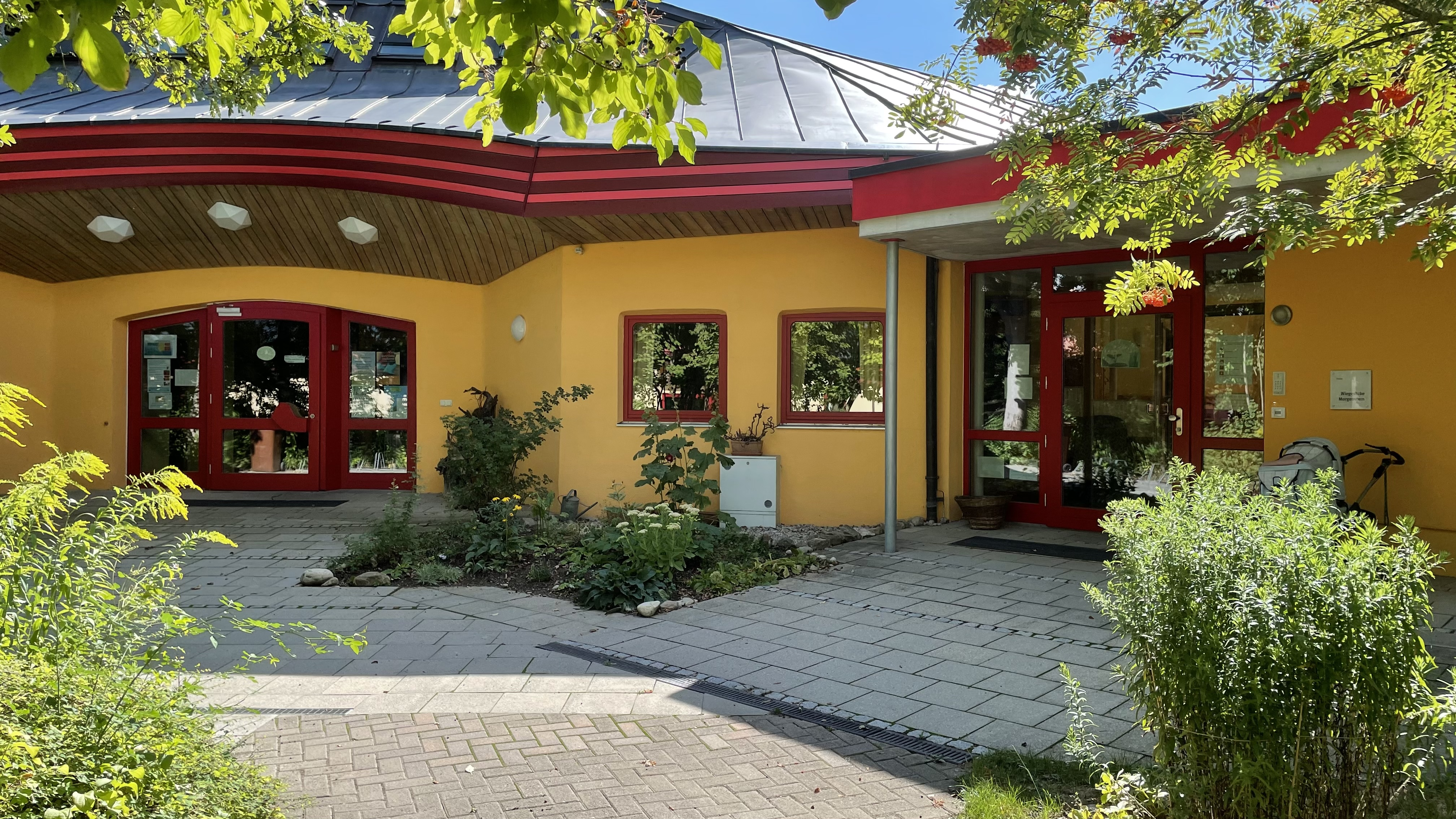
Kindergarten

## Trägerschaft
Die Freie Waldorfschule wird zusammen mit den beiden angeschlossenen Kindergärten in der Hammerschmiede und in Lechhausen von dem gemeinnützigen Verein Freie Waldorfschule und Waldorfkindergärten Augsburg e.V. getragen. Derzeitige Geschäftsführerin ist Annika Mayer.